# Вирьё, Франсуа-Анри де
Маркиз Франсуа́-Анри́ де Вирьё (фр. François-Henri de Virieu; 13 августа 1754, Гренобль — 9 октября 1793, Лион) — французский военный и политический деятель, вначале поддержавший Французскую революцию.

## Биография
Происходил из старинной семьи в Дофине, родился в Гренобле в 1754 году, поступил на военную службу и в начале Великой французской революции был полковником. Весной 1789 года был избран в Генеральные штаты от дворянства.
Во время заседания Конституционной ассамблеи ночью 4 августа 1789 года Вирьё подал голос за уничтожение сословных привилегий дворян. Во время террора вместе с графом де Преси (фр. Louis François Perrin de Précy) де Вирьё два месяца отстаивал Лион против республиканцев; когда последние ворвались в город, он погиб в схватке, командуя арьергардом.